# Celestino Pinto
Celestino Pinto (Rio de Janeiro, 11 de agosto de 1931) é um boxeador brasileiro que atuava na categoria meio-médio ligeiro.
Conquistou uma medalha de bronze nos Jogos Pan-americanos de 1955, na Cidade do México
Em 19 de março de 1961, o pugilista brasileiro Fernando Barreto venceu por K.O. (nocaute), no Auditório da TV Rio, na cidade do Rio de Janeiro.